# Gosbert Begumisa Blandes
Gosbert Begumisa Blandes é um membro do parlamento da assembléia nacional da Tanzânia.

## Fonte
- Site do parlamento da Tanzânia